# سفارة سويسرا في ألمانيا
سفارة سويسرا في ألمانيا هي أرفع تمثيل دبلوماسي لدولة سويسرا لدى ألمانيا. تقع السفارة في ميته وهي تهدف لتعزيز المصالح السويسرية في ألمانيا.

## وصلات خارجية
- الموقع الرسمي
- قائمة سفارات سويسرا
- قائمة السفارات في ألمانيا